# Donja Slabinja
Donja Slabinja är ett samhälle i Bosnien och Hercegovina.   Det ligger i entiteten Republika Srpska, i den nordvästra delen av landet, 200 km nordväst om huvudstaden Sarajevo. Donja Slabinja ligger 180 meter över havet och antalet invånare är 284.
Terrängen runt Donja Slabinja är kuperad åt sydväst, men åt nordost är den platt. Närmaste större samhälle är Knežica, 8,6 km söder om Donja Slabinja. 
Omgivningarna runt Donja Slabinja är en mosaik av jordbruksmark och naturlig växtlighet. Runt Donja Slabinja är det ganska tätbefolkat, med 67 invånare per kvadratkilometer.